# Chanhe
Chanhe (en chino, 瀍河; pinyin, Chán·Hé (escuchar)ⓘ)  es un distrito autónomo bajo la administración directa de la Prefectura  Luoyang  en la Provincia de Henan, República Popular China.  Su área es de 25 km² y su población total para 2010 superó los 170 mil  habitantes. 

## Administración
La administración de Shunhe es especial, pues solo existen cuatro de este tipo en toda China y esta en especial para la etnia hui.
Desde marzo de 2023, el  Distrito Chanhe   se divide en 9 pueblos  administrados  en 8 subdistritos y 1 poblado.

## Toponimia
El topónimo Chanhe [/chan-Jə/] significa "río Chan", este río baña la región y funciona como vía fluvial. 
A su vez, el nombre Chan (瀍), originalmente sin el radical del agua (氵) -廛- es un carácter antiguo con el significado de "área residencial" o "zona de viviendas", lo que refleja la conexión entre el río y los asentamientos humanos antiguos.
El carácter aparece exclusivamente para el río, no es de uso cotidiano; incluso muchos hablantes nativos de chino pueden no reconocerlo fuera de contextos específicos.
Como las otras regiones autónomas, se caracteriza por estar asociada a un grupo étnico minoritario, en este caso, los hui. La región recibió la condición de "autónomo" cuando se estableció el Distrito autónomo hui de Chanhe en marzo de 1957.